# شهرك وليعصر (أصفهان)
شهرك وليعصر هي قرية في مقاطعة أصفهان، إيران. عدد سكان هذه القرية هو 4,689 في سنة 2006.